# Blondie (1938)
Blondie ist eine US-amerikanische Filmkomödie in schwarz-weiß aus dem Jahr 1938. Regie führte Frank R. Strayer, das Drehbuch schrieb Richard Flournoy nach den gleichnamigen Comics von Chic Young. Die Hauptrollen spielten Penny Singleton und Arthur Lake. Blondie ist der erste Film der gleichnamigen Filmreihe.

## Handlung
Kurz nachdem Dagwood Bumstead wie üblich übereilt das Haus auf dem Weg zur Arbeit verlassen und dabei ein weiteres Mal den Briefträger über den Haufen gerannt hat, kann seine Frau Blondie die Überraschung für den fünften Hochzeitstag vorbereiten: Sie vereinbart, die Möbel des Hauses gegen neue zu tauschen, was sie nur 22,80 Dollar kostet – pro Monat, wie sie später überrascht feststellt. Dagwood hat inzwischen andere Probleme. Er hatte für seine ehemalige Kollegin Elsie Watson gebürgt. Die hat sich mit der Bürgschaft 563,80 Dollar bei einer Kreditfirma geliehen und ist dann verschwunden. Nun muss Dagwood für die Schulden aufkommen, was er aber nicht kann. Daher bittet er seinen Chef Mr. Dithers um eine Gehaltserhöhung, die dieser aber ablehnt. Da Dithers sich vergeblich um einen Auftrag mit C. P. Hazlip bemüht, bietet er Dagwood eine Lohnerhöhung um 10 Dollar und einen Bonus von 600 Dollar an, wenn er diesen Auftrag für die Firma akquiriert. Hazlip ist bekannt dafür, sich Vertretern gegenüber sehr abweisend zu verhalten. Dithers schickt Dagwood dazu ins Hotel Brinkley, wo Hazlip in einer Suite logiert.
Während Dagwood in der Lobby des Hotels auf den ihm unbekannten Hazlip wartet, fällt ihm ein Page auf, der erfolglos versucht, einen Staubsauger zu reparieren. Wie auch der zufällig neben ihm sitzende Hazlip ist er der Meinung, dass er das besser könne. Als der Page kurz weg muss, bringen Dagwood und Hazlip den Staubsauger heimlich in Hazlips Suite, um ihn dort zu reparieren. Das gelingt ihnen aber auch nach Stunden nicht. Erst am Abend, als er wieder zurück in der Lobby ist, erfährt Dagwood, mit wem er den Tag verbracht hat. Aber auch am nächsten Tag, den die beiden, wiederum erfolglos, zusammen am Staubsauger arbeiten, spricht Dagwood Hazlip nicht auf den Auftrag an. Allerdings erlebt er mit, wie Hazlip einen anderen Vertreter mit den Worten abwimmelt, das Projekt aufzugeben, was aber nicht stimmt, wie er Dagwood zusichert. Hazlip löst damit aber ein Gerücht aus, von dem auch eine Zeitung berichtet. Dithers liest dies in der Zeitung und kündigt Dagwood am Abend. Zu Hause wartet bereits Besuch auf ihn; Blondies Mutter, Mrs. Miller, und Dot, Blondies Schwester, nehmen an der Feier zum Hochzeitstag teil. Daher lässt sich Blondie, die mittlerweile von einem Schuldeneintreiber erfahren hat, dass es irgendetwas mit Dagwood und einer Elsie gibt, ihre Eifersucht nicht anmerken und präsentiert Dagwood stolz die neuen Möbel. Dieser ist über die zusätzlichen Kosten geschockt und fällt in Ohnmacht. Kaum ist er wieder auf den Beinen, kommt Blondies ehemaliger Geliebter Chester Franey, was für weiterem Zwist sorgt. Als dann auch noch Hazlips Tochter Elsie anruft und Dagwood etwas fragt, das dieser mit „im Schlafzimmer“ beantworten muss, bricht Blondies Eifersucht durch. Sie glaubt Dagwoods Erklärungen kein Wort und läuft weinend zu ihrem Bett. Dagwood, der seine Unschuld beweisen will, fährt kurzerhand zu Hazlip und seiner Tochter, um sie zu Hilfe zu holen. Dazu nimmt er, ohne vorher zu fragen, das neue Auto von Mrs. Miller. Die bemerkt schnell, dass ihr Auto weg ist und ruft die Polizei.
Hazlip und Elsie willigen ein, Dagwood zu helfen, wollen aber den Staubsauger loswerden und nehmen ihn daher mit. Doch dann fährt Dagwood, der das erste Mal ein Auto steuert, in einen Polizeiwagen. Da er das mit einem als gestohlen gemeldeten Auto tut, in dem zudem noch ein ebenfalls als gestohlen gemeldeter Staubsauger liegt, werden Dagwood und Hazlip verhaftet; sie müssen die Nacht im Gefängnis verbringen. Am nächsten Morgen stehen sie vor Gericht. Dort greift Blondie ein und klärt das Missverständnis mit dem Auto. Den Staubsauger erklärt sie mit dem Trieb Dagwoods, Dinge auseinanderzunehmen und wieder zusammenzusetzen. So erreicht sie einen Freispruch für Dagwood und Hazlip. Vor dem Gerichtsgebäude kommt Mr. Dithers dazu, um Hazlip auf den Auftrag anzusprechen. Dieser meint dazu nur, dass er den Auftrag mit Dagwood machen würde, und geht. Daher stellt Dithers Dagwood wieder ein. Blondie handelt dabei aber neue Bedingungen aus: 20 Dollar mehr Lohn und eine Prämie von 5000 Dollar. Dithers verlangt dafür aber, dass sie in Zukunft Dagwood zu einer vernünftigen Zeit zur Arbeit schickt.

## Hintergrund
Ab 1930 erschienen die Geschichten um Blondie als Comicstrips, geschrieben von Chic Young. Columbia erwarb 1938 die Filmrechte. Für die Adaption der Comicstrips war zunächst Aurania Rouverol vorgesehen, doch schließlich stammte das Drehbuch von Richard Flournoy, der Anpassungen an den Zeitgeist vornahm. So wurde aus der Ehe von enterbtem Playboy und Flapper aus den Comicstrips, eine Highschoolliebe, die zur Hochzeit geführt hatte.
Für die Rolle des Dagwood waren Eddie Quillan, Jack Albertson und Stuart Erwin im Gespräch, bevor Arthur Lake die Rolle bekam. Als Blondie wurden Gloria Blondell und Una Merkel gehandelt, bis man sich für Shirley Deane entschied. Als diese krank wurde, sprang Penny Singleton ein.
Für das Szenenbild in Blondie war Lionel Banks verantwortlich, set decorator war Babs Johnstone. Die Kostüme kamen von Kalloch. Laut der Credits war Robert Sparks zwar nur associated producer, er erscheint dort aber als einziger Produzent. Ähnlich verfahren Filmseiten wie zum Beispiel die des American Film Institutes. In manchen Kritiken wird er einfach als Produzent angegeben.
Blondie wurde vom 12. September bis zum 7. Oktober 1938 produziert und hatte am 30. November 1938 Premiere. Der Film wurde von Columbia produziert und vertrieben. Über eine Aufführung im deutschsprachigen Raum ist nichts bekannt.

## Rezeption

### Kritiken
Die zeitgenössischen Kritiken beurteilten Blondie positiv. Es sei eine amüsante Komödie, die den meisten gefallen werde, weil sie auf witzige Art Probleme behandelt, die viele Familien kennen sollten. Eine besonders feine erste Folge der Serie, die viele Lacher und ständiges Schmunzeln bringe. Überhaupt gebe es Anzeichen dafür, dass Columbia damit auf eine Goldmine gestoßen ist, die lange erfolgreich sein könne. Ein großer Markt für die Serie sei zumindest da, weil viele Leute den Comicstrips in den Tageszeitungen folge. Die Figuren seien nicht so übertrieben wie in den Comicstrips, doch man könne sie wiedererkennen. Bisher brächten Penny Singleton, Arthur Lake und Larry Simms nicht viel Geld, doch könne die Serie das ändern, wenn es so weitergehe. Überhaupt sei die Wahl von Larry Simms besonders geglückt, und auch der Hund sei gut. Das Drehbuch und die Regie seien ebenfalls gut.
Im Rückblick wird der Film als sanfte und ausgeglichene Komödie gesehen, die eher auf Schmunzeln als auf Lachen aus sei, und nicht so possenhaft wie spätere Folgen. Es sei einfach eine gute Folge, die sicher viele Menschen amüsiere, eine typisch amüsante Handlung. Hal Erickson weist zudem auf die ideale Besetzung hin, wobei er besonders den damals fünf Jahre alten Larry Simms lobt.

### Finanzielles
Blondie wurde zu einem Überraschungserfolg. Im Nachruf von Arthur Lake gab Jack Jones 1987 in der Los Angeles Times an, der Film sei für 85.000 Dollar produziert worden und habe neun Millionen Dollar eingespielt. Die Produktionskosten werden in Carol Lynn Scherlings Buch Blondie Goes to Hollywood: The Blondie Comic Strip in Films, Radio &Television in etwa bestätigt. Sie schreibt, die meisten Folgen hätten zwischen 50.000 und 75.000 Dollar gekostet, keine aber über 100.000. Auf was genau sich die neun Millionen Dollar Einspielergebnis beziehen, ist nicht ganz klar. In der Liste der erfolgreichsten Filme aller Zeiten (eingeschränkt auf die Kinoerfolge in den USA und Kanada), die 1952 in der Variety veröffentlicht wurde, hätte diese Zahl für Platz vier oder fünf gereicht. In der 88 Filme umfassenden Liste ist allerdings kein Blondie-Film zu finden.

### Folgen
Die Serie der Blondie-Filme lief bis 1950 und umfasst 28 Filme. Zudem gab es eine Radioserie, die von 1939 bis 1950 lief. Es gab vier Versuche, eine Fernsehserie über Blondie zu etablieren; die Versuche 1952 und 1954 schlugen fehl, 1957 und 1968 entstanden kurzlebige Fernsehserien. 1987 schließlich wurde der Zeichentrickfilm Blondie & Dagwood veröffentlicht.